# Йоахім Солтведт
Йоахім Солтведт (норв. Joachim Soltvedt, нар. 9 вересня 1995, Берген, Норвегія) — норвезький футболіст, півзахисник клубу «Бранн».

## Ігрова кар'єра
Йоахім Солтведт народився у Бергені і є вихованцем місцевого клубу «Бранн». Та в 2015 році футболіст перейшов до клубу «Осане», який щойно піднявся до першого дивізіону і вже там. 6 квітня 2015 року Солтведт дебютував на професійному рівні. В кожному з перших трьох матчів у складі «Осане» Солтведт забивав по голу.
Влітку 2017 року Солтведт перейшов до клубу «Согндал», в складі якого 6 серпня 2017 року дебютував у  вищого дивізіону.
Перед початком сезону 2020 року футболіст перейшов до «Сарпсборг 08», де наступні три з половиною сезони грав у Елітсерії. У серпні 2023 року Солтведт повернувся до свого першого клубу «Бранн», з яким підписав контракт до грудня 2026 року. І в тому ж сезоні в складі команди футболіст дебютував у матчах Ліги конференцій, де також відзначався забитими голами.